# Homem de Guerra
Men of War (bra: Homem de Guerra ou O Senhor da Guerra; prt: Homem de Guerra) é um filme hispano-tailandês-estadunidense de 1994, dos gêneros ação e suspense, dirigido por Perry Lang e estrelado pelo ator sueco Dolph Lundgren.

## Sinopse
Nick Gunnar é um ex-mercenário com problemas para adaptar-se à vida civil. Sem emprego e sem futuro claro, decide aceitar a oferta de uma corporação chamada “Nitro Mine”, que lhe atribui a missão de forçar uma pequena cidade de nativos que vivem em uma ilha localizada no Mar da China Meridional a se demitir. aos seus direitos na ilha e se mudar para outro lugar. Desta forma, a Corporação poderá explorar seus valiosos recursos minerais.
Gunnar recrutará novamente seus ex-companheiros de armas para cumprir seu objetivo, mas uma vez lá, os nativos e a natureza selvagem da Ilha começarão a seduzir Gunnar, que deve decidir entre seu dever e seus sentimentos para com os nativos.

## Elenco
- Dolph Lundgren como Nick Gunar[nota 2]
- Charlotte Lewis como Loki[nota 2]
- B. D. Wong como Po[nota 2]
- Anthony Denison como Jimmy G[nota 2]
- Tim Guinee como Ocker[nota 2]
- Don Harvey como Nolan[nota 2]
- Tom Lister, Jr. como Blades[nota 2]
- Tom Wright como Jamaal[nota 2]
- Catherine Bell como Grace Lashield[nota 2]
- Trevor Goddard como Keefer[nota 2]
- Kevin Tighe como Colonel Merrick[nota 2]
- Thomas Gibson como Warren[nota 2]
- Perry Lang como Lyle[nota 2]
- Aldo Sambrell como Goldmouth[nota 2]
- Juan Pedro Tudela como Waldo[nota 2]

## Recepção
Michael Sauter, da revista Entertainment Weekly, classificou-o como C− e chamou-o de “tralha direto para vídeo”.  Susan King, do jornal Los Angeles Times, chamou-o de “um thriller de ação direto para vídeo melhor que a média”. Leigh Riding, do DVDactive, classificou-o com 7/10 estrelas e o chamou de “um drama de ação robusto” que é “surpreendentemente intrigante e divertido”.